# EHC Frauenfeld
Der EHC Frauenfeld ist ein Eishockeyklub aus Frauenfeld im Kanton Thurgau. Der Klub spielt aktuell in der MyHockey League. Die grössten Erfolge des Klubs sind der Amateurmeistertitel der Schweiz im Jahr 2009 sowie der Aufstieg in die MyHockey League im Jahr 2022. Der Klub trägt seine Heimspiele in der Kunsteisbahn Frauenfeld aus.

## Geschichte
Der EHC Frauenfeld wurde im Jahr 1946 gegründet, und der Spielbetrieb wurde auf dem Eisfeld in der Aumühle aufgenommen. Im Jahr 1954 konnte durch Frondienstleistungen des Vereins zusammen mit der Stadt Frauenfeld das Eisfeld Talbach eröffnet werden. Um einen regelmässigen Spielbetrieb aufrechterhalten zu können, hat man sich in den Jahren 1967 bis 1971 auf der Kunsteisbahn Uzwil eingemietet. 1972 wurde die Kunsteisbahn Frauenfeld eröffnet. 1974 stieg die erste Mannschaft, unter Trainer Heinz Zehnder, zum ersten Mal in der Vereinsgeschichte in die 1. Liga auf. Der EHC Frauenfeld entwickelte sich zu einer sogenannten Liftmannschaft. Auf- und Abstieg wechselten sich im Zweijahres-Rhythmus ab.
Mit der Gründung des HC Thurgau im Jahre 1989 wurden neue Strukturen gelegt. Für Frauenfeld begann eine Phase der Konsolidierung und des Neuaufbaus. 1995 erhielt der EHC Frauenfeld das zweite Normfeld und das langersehnte «Dach über dem Kopf». Die Eishalle Frauenfeld konnte ihren Betrieb aufnehmen. Zur Entlastung des EHC Frauenfeld wurde 1998 die erste Mannschaft durch die Hockey Thurgau AG geführt. Grosse organisatorische und finanzielle Probleme zeichneten sich jedoch bald ab. Nach dem Tiefpunkt der Thurgauer Hockeyszene im Jahr 1999 übernahm der EHC Frauenfeld wieder die sportliche und finanzielle Verantwortung für die 1.-Liga-Mannschaft. Ab 2000 etabliert sich die erste Mannschaft regelmässig im Mittelfeld der ersten Liga. 2006 geht man erstmals eine Partnerschaft mit den GCK Lions ein. 2009 geht als Höhepunkt in die Vereinsgeschichte ein. Die erste Mannschaft gewinnt unter dem Coach Emanuel "Mäni" Marbach den Schweizermeistertitel in der Regio League.

## Spielstätte
Seine Heimspiele trägt der EHC Frauenfeld in der Kunsteisbahn Frauenfeld aus. Diese hat eine Kapazität von 1925 Zuschauern, wovon 625 Plätze als Sitzplätze ausgewiesen sind, die restlichen 1300 Plätze sind Stehplätze. Die Halle wurde 1995 erbaut.

## Platzierungen
| Saison  | Liga    | Platzierung                  |
| ------- | ------- | ---------------------------- |
| 1998/99 | 1. Liga | Relegationsrunde             |
| 1999/00 | 1. Liga | Playoff-Viertelfinale        |
| 2000/01 | 1. Liga | Playoff-Viertelfinale        |
| 2001/02 | 1. Liga | Playoff-Viertelfinale        |
| 2002/03 | 1. Liga | Playoff-Halbfinale           |
| 2003/04 | 1. Liga | Playoff-Halbfinale           |
| 2004/05 | 1. Liga | Playoff-Halbfinale           |
| 2005/06 | 1. Liga | Playoff-Viertelfinale        |
| 2006/07 | 1. Liga | Playoff-Viertelfinale        |
| 2007/08 | 1. Liga | Playoff-Halbfinale           |
| 2008/09 | 1. Liga | Schweizer Amateur-Meister    |
| 2009/10 | 1. Liga | Playoff-Finale               |
| 2010/11 | 1. Liga | Relegationsrunde             |
| 2011/12 | 1. Liga | Playoff-Viertelfinale        |
| 2012/13 | 1. Liga | Playoff-Viertelfinale        |
| 2013/14 | 1. Liga | Playoff-Halbfinale           |
| 2014/15 | 1. Liga | Playoff-Viertelfinale        |
| 2015/16 | 1. Liga | Playoff-Halbfinale           |
| 2016/17 | 1. Liga | 2. Platz, Vizeamateurmeister |
| 2017/18 | 1. Liga | Playoff-Viertelfinale        |

## Bekannte Spieler aus dem Nachwuchs
- Fabrice Herzog
- Andreas Küng
- Benjamin Winkler
- Ralph Ott
- Tobias Bucher
- Dominik Egli